# Rhipicephalus neumanni
Rhipicephalus neumanni är en fästingart som beskrevs av Walker 1990. Rhipicephalus neumanni ingår i släktet Rhipicephalus och familjen hårda fästingar. Inga underarter finns listade i Catalogue of Life.